# Mastacembelus latens
Mastacembelus latens är en fiskart som beskrevs av Roberts och Stewart, 1976. Mastacembelus latens ingår i släktet Mastacembelus och familjen Mastacembelidae. IUCN kategoriserar arten globalt som sårbar. Inga underarter finns listade i Catalogue of Life.